# Ivan Leko
Pour les articles homonymes, voir Leko.
Ivan Leko, né le 7 février 1978 à Split en Yougoslavie (aujourd'hui en Croatie), est un footballeur international et entraîneur croate qui joue comme milieu de terrain. Il est actuellement l'entraîneur du KAA La Gantoise. 
Il n'est pas apparenté à Jerko Leko, natif de Zagreb, et qui fut également footballeur international croate.

## Carrière

### En club
Leko commence sa carrière à Hajduk Split. Il rejoint ensuite l'Espagne et Málaga CF. En 2005, après un bref retour à Hajduk Split, il signe au FC Bruges. Après une bonne saison comme meneur de jeu sous les ordres de Jan Ceulemans, le changement d'entraîneur en 2006 le renvoie sur le banc. Le nouvel entraîneur Emilio Ferrera décide, en effet, d'évoluer avec deux milieux récupérateurs, un système qui convient moins à Leko. Après une saison noire pour lui et le club, il retrouve une place de titulaire lors de l'arrivée de Jacky Mathijssen. Il décide même le 27 décembre 2007 de prolonger son contrat jusqu'en 2010. Le 15 janvier 2009, il signe un contrat de trois ans et demi au Germinal Beerschot. Le 24 avril 2009, il prend sa revanche sur son ancien club en inscrivant un doublé lors de la rencontre Germinal Beerschot - FC Bruges (2-0).
En janvier 2010, alors qu'il n'est plus titulaire au Germinal Beerschot, le Croate est prêté au KSC Lokeren où il termine la saison. Lors du mercato suivant, le joueur est transféré définitivement dans le club du président Roger Lambrecht.

### Entraineur

#### OHL
Ivan Leko commence sa carrière d'entraîneur le 26 février 2014 à Louvain, dans le club d'Oud-Heverlee Louvain, avec comme première mission de le maintenir en Jupiler Pro League.  Il ne parvient pas à maintenir le club en division 1 mais est confirmé comme entraineur principal pour la saison 2014-2015 du championnat de division 2, avec mission de le ramener le plus vite possible au sein de l'élite. Il est limogé du club le 28 novembre 2014 pour manque de résultats.

#### Adjoint au PAOK Salonique
Le 20 juin 2015, il devient le nouvel entraîneur-adjoint du PAOK Salonique, au côté de son compatriote Igor Tudor.

#### Saint-Trond VV
Le 14 avril 2016, le club belge de Saint-Trond annonce qu'Ivan Leko a signé un contrat comme nouvel entraineur, portant sur deux saisons et qui débutera au début de la saison 2016-2017.  Lors de sa première saison chez les Canaris, le club finit 12e mais termine premier de son groupe lors des PO2.  Il ne parvient cependant pas à gagner lors de la finale des PO2 face au KRC Genk.

#### FC Bruges
Le 8 juin 2017, il quitte Saint-Trond pour rejoindre le FC Bruges. Il y signe un contrat de deux ans. Sa première saison est exceptionnelle, le club brugeois étant en tête du championnat pendant la quasi-totalité de la saison.  Il décroche le 15e titre de champion du club après un match nul au Standard de Liège à la 9e journée des PO1. Pour sa deuxième saison Ivan Leko termine deuxième du championnat derrière le KRC Genk. Le FC Bruges ne souhaite alors pas prolonger le contrat de Leko et préfére engager Philippe Clement.

#### Al-Ain
Le 6 juin 2019, Ivan Leko est nommé entraîneur principal du club emirati d'Al-Ain pour deux saisons.
Le 21 décembre 2019, après un parcours honorable en championnat, il est limogé avec son staff du club.

#### Royal Antwerp FC
Le 20 mai 2020, il signe un contrat portant sur deux saisons au Royal Antwerp FC.
Le 29 décembre 2020, Ivan Leko rompt son contrat pour signer au Shanghai SIPG, en Chine, en remplacement de Vítor Pereira. Il quitte Anvers alors que le club est classé quatrième de la Jupiler Pro League et est qualifié pour les 16e de finales de l'Europa League.

#### Standard de Liège
Le 4 janvier 2024, il est officiellement désigné entraineur principal du Standard de Liège à la suite du licenciement de Carl Hoefkens. Il entame son coaching au Standard par une défaite à Sclessin 0-1 contre le KV Courtrai, lanterne rouge du championnat.

#### KAA La Gantoise
Le 4 juin 2025, il devient l'entraîneur de La Gantoise, pour un contrat de trois ans.

### En sélections nationales
Ivan Leko fait ses débuts avec l'équipe nationale croate le 13 juin 1999. Il compte 13 sélections.

## Statistiques en championnat
| Saison  | Club               | Pays     | Championnat      | Match | Buts |
| ------- | ------------------ | -------- | ---------------- | ----- | ---- |
| 1995/96 | HNK Hajduk Split   | Croatie  | 1. HNL           | 3     | 0    |
| 1995/96 | HNK Trogir         | Croatie  | Treća HNL        | 7     | 3    |
| 1996/97 | HNK Hajduk Split   | Croatie  | 1. HNL           | 27    | 2    |
| 1997/98 | HNK Hajduk Split   | Croatie  | 1. HNL           | 21    | 1    |
| 1998/99 | HNK Hajduk Split   | Croatie  | 1. HNL           | 21    | 4    |
| 1999/00 | HNK Hajduk Split   | Croatie  | 1. HNL           | 28    | 11   |
| 2000/01 | HNK Hajduk Split   | Croatie  | 1. HNL           | 30    | 13   |
| 2001/02 | Málaga CF          | Espagne  | Primera División | 18    | 2    |
| 2002/03 | Málaga CF          | Espagne  | Primera División | 22    | 0    |
| 2003/04 | Málaga CF          | Espagne  | Primera División | 22    | 2    |
| 2004/05 | Málaga CF          | Espagne  | Primera División | 17    | 0    |
| 2004/05 | HNK Hajduk Split   | Croatie  | 1. HNL           | 14    | 3    |
| 2005/06 | FC Bruges          | Belgique | Division 1       | 30    | 5    |
| 2006/07 | FC Bruges          | Belgique | Division 1       | 22    | 6    |
| 2007/08 | FC Bruges          | Belgique | Division 1       | 32    | 6    |
| 2008/09 | FC Bruges          | Belgique | Division 1       | 15    | 4    |
| 2008/09 | Germinal Beerschot | Belgique | Division 1       | 16    | 4    |
| 2009/10 | Germinal Beerschot | Belgique | Division 1       | 14    | 0    |
| 2009/10 | KSC Lokeren        | Belgique | Division 1       | 12    | 2    |
| 2010/11 | KSC Lokeren        | Belgique | Division 1       | 40    | 6    |
| 2011/12 | KSC Lokeren        | Belgique | Division 1       | 31    | 1    |
| 2012/13 | KSC Lokeren        | Belgique | Division 1       | 31    | 3    |
| 2013/14 | KSC Lokeren        | Belgique | Division 1       | 8     | 0    |

## Palmarès

### Joueur
Hajduk Split
- Champion de Croatie en 2001 et 2005.
- Vainqueur de la Coupe de Croatie en 2000.

 FC Bruges
- Vainqueur de la Coupe de Belgique en 2007.

 KSC Lokeren
- Vainqueur de la Coupe de Belgique en 2012.

### Entraineur
Club Bruges KV
- Champion de Belgique en 2018
- Vainqueur de la Supercoupe de Belgique en 2018

 Royal Antwerp FC
- Vainqueur de la Coupe de Belgique en 2020